# Anomala hilaria
Anomala hilaria är en skalbaggsart som beskrevs av Ohaus 1925. Anomala hilaria ingår i släktet Anomala och familjen Rutelidae. Inga underarter finns listade i Catalogue of Life.